# LNWR classe D
La Classe D du London and North Western Railway est un type de locomotives à vapeur de disposition d'essieux 040 « Eight wheel » (0-8-0 dans la nomenclature britannique) utilisées en service marchandises. Premières 040 vraiment réussies du LNWR, elles sont le résultat de la reconstruction avec deux cylindres simple expansion de locomotives compound de classe A et de l'installation d'une chaudière plus grande.
Elles serviront de modèle pour les locomotives des classes G et G1 qui seront surnommées « Super D ».

## Historique

### Origines
Vers 1892, le matériel moteur du London and North Western comprend de fort nombreuses locomotives de disposition 030 (six roues motrices) pour le service des trains de marchandises : près de mille exemplaires ont été construits entre 1873 et 1900. Face à l'augmentation du poids des trains qui requiert fréquemment l'usage de la double traction, le LNWR sera l'un des premiers réseaux britanniques à produire en série des locomotives à huit roues motrices et tender séparé.
L'ingénieur Francis Webb (en) met d'abord au point une locomotive prototype no 2524 à deux cylindres simple expansion en 1892. Choisissant de ne pas reproduire cette première locomotive, il utilise la disposition compound à trois cylindres (un basse pression au centre, deux haute pression à l'extérieur) qui lui est chère pour les 111 locomotives de la classe A produites de 1893 à 1900 avant de réaliser 170 locomotives à quatre cylindres compound de la classe B.
Ces deux séries se montrant d'un fonctionnement délicat, le successeur de Webb, George Whale (en), choisit de transformer 15 locomotives de la classe A en prenant pour modèle la locomotive prototype de 1892 qui était à simple expansion avec deux cylindres intérieurs. Ces locomotives transformées, dénommées classe C, conservent leur chaudière d'origine tandis que deux cylindres de dimensions semblables aux cylindres intérieurs de la classe B étaient installés. En service, cette configuration se montrera peu heureuse, la chaudière étant incapable de fournir assez de puissance pour les cylindres, conduisant à des pertes de pression.

### Mise au point
George Whale résout ce problème de puissance en adaptant la chaudière de ses nouvelles machines pour voyageurs des classes « Precedent » et « Experiment » au diamètre de 5 pieds 2 pouces (1 570 mm) qui permet désormais aux cylindres de 19 pouces 1⁄2 (500 mm) de fournir un effort prolongé. 62 locomotives de la classe A sont traitées de la sorte entre 1906 et 1909, tout comme la locomotive prototype 2524 qui était une classe C avant la lettre.
La puissance et les qualités de conduite des locomotives transformées les rendront populaires auprès des équipes de conduite.
Comme leurs devancières, la locomotive n'est équipée que d'une seule sablière alors que les classe B et leurs dérivées en recevront une seconde,.

### Évolutions
Cherchant à ne pas gaspiller les chaudières d'origine encore en bon état, le successeur de Whale, Charles Bowen Cooke (en), décide de convertir les 34 classe A restantes de 1909 à 1912 en prenant pour modèle la classe C mais avec des cylindres plus étroits pour garantir une utilisation optimale de la vapeur ; elles seront appelées classe C1.
Plusieurs exemplaires de la classe B sont à leur tour transformées ; la conversion la plus réussie consiste à ajouter une chaudière de grand diamètre semblable aux classe D et de supprimer les cylindres extérieurs mais de conserver les deux cylindres basse pression d'origine, ce qui impose d'abaisser la pression maximale de la chaudière. Les 60 exemplaires ainsi traitées étant désignés classe G.
Décidant d'utiliser les bienfaits de la surchauffe dans le domaine des marchandises, Cooke transforme en 1912 une G avec un surchauffeur Schmidt, donnant naissance à la première G1 dont les performances se montrent supérieures à toutes les 040 alors en activité ce qui leur vaut le surnom de « Super D », super étant l'abréviation de « Superheated » qui se traduit ici par « équipé d'un surchauffeur ».
Un total de 170 G1 neuves est livré entre 1912 et 1918 tandis que de nombreuses locomotives des classes B, C, D, E, F et G sont converties en G1 ; seule la classe C1 n'est pas concernée. Après avoir transformé des classes B et dérivées, le LNWR et son successeur le London, Midland and Scottish se tournent vers la classe D pour lesquelles il est n'est pas obligatoire de fabriquer une nouvelle chaudière. Les 63 locomotives sont reconstruites au cours de la période 1925-1934, rendant la classe D de facto éteinte.
Le surnom de « Super D » sera par extension appliqué à d'autres séries plus modernes apparues ultérieurement, perpétuant l'héritage de ce modèle. Des G1 et G2A qui étaient auparavant des machines de la classe D roulaient encore vers 1960 dont l'ex 2524 de 1892, radiée au terme d'une carrière de 70 ans.

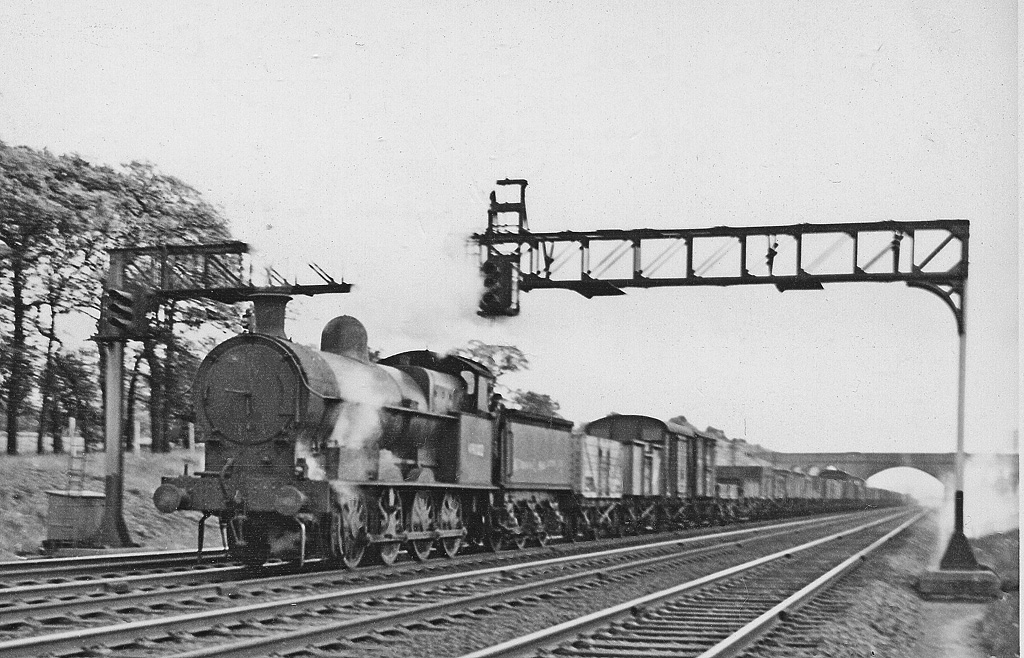
La 49002, une classe ancienne classe A de 1899 transformée en D, puis en G1 et G2A (1957).
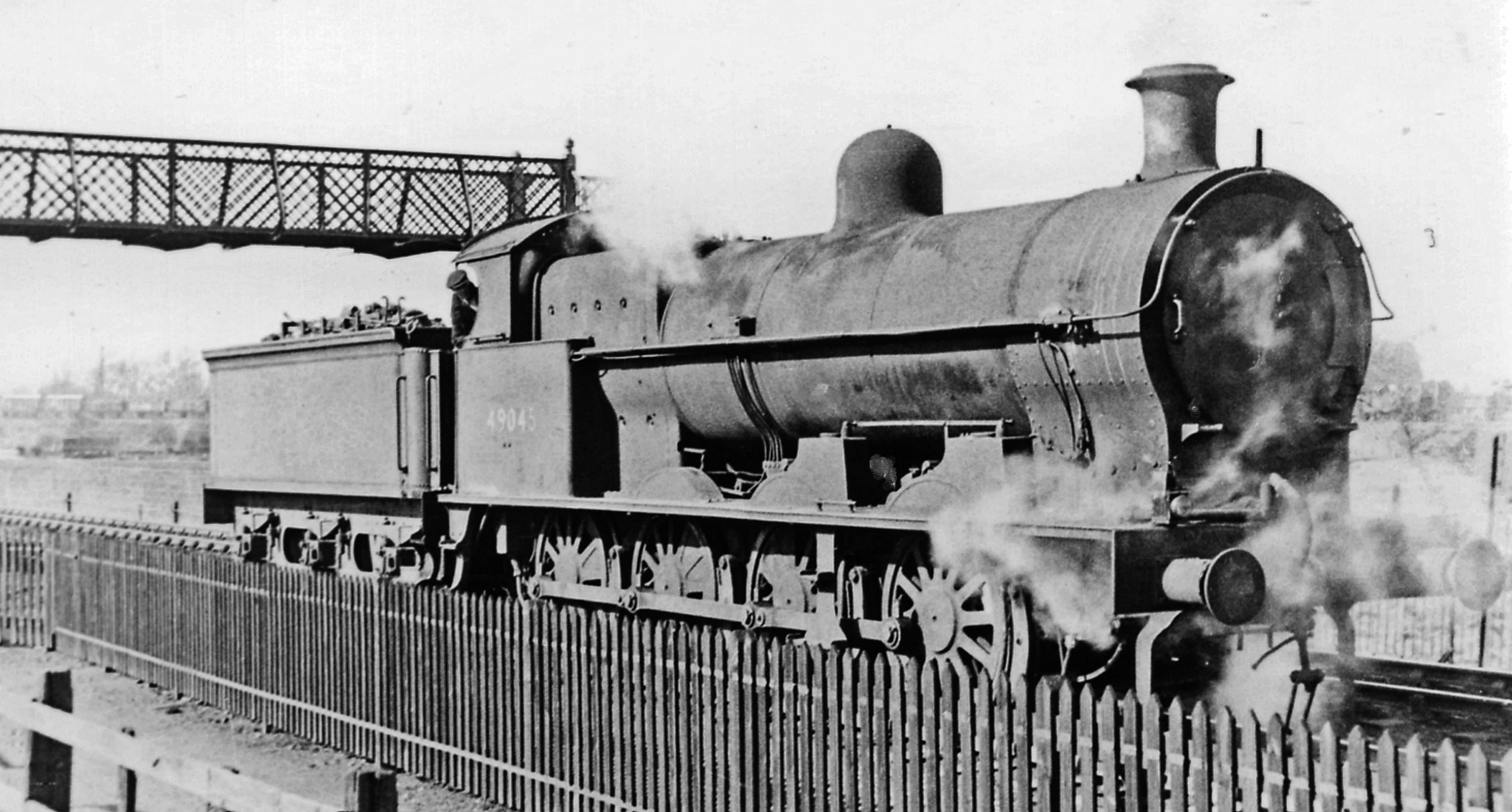
La 49045, une G2A issue d'une classe D réalisée en 1927 par transformation de la no 1816 de 1897.
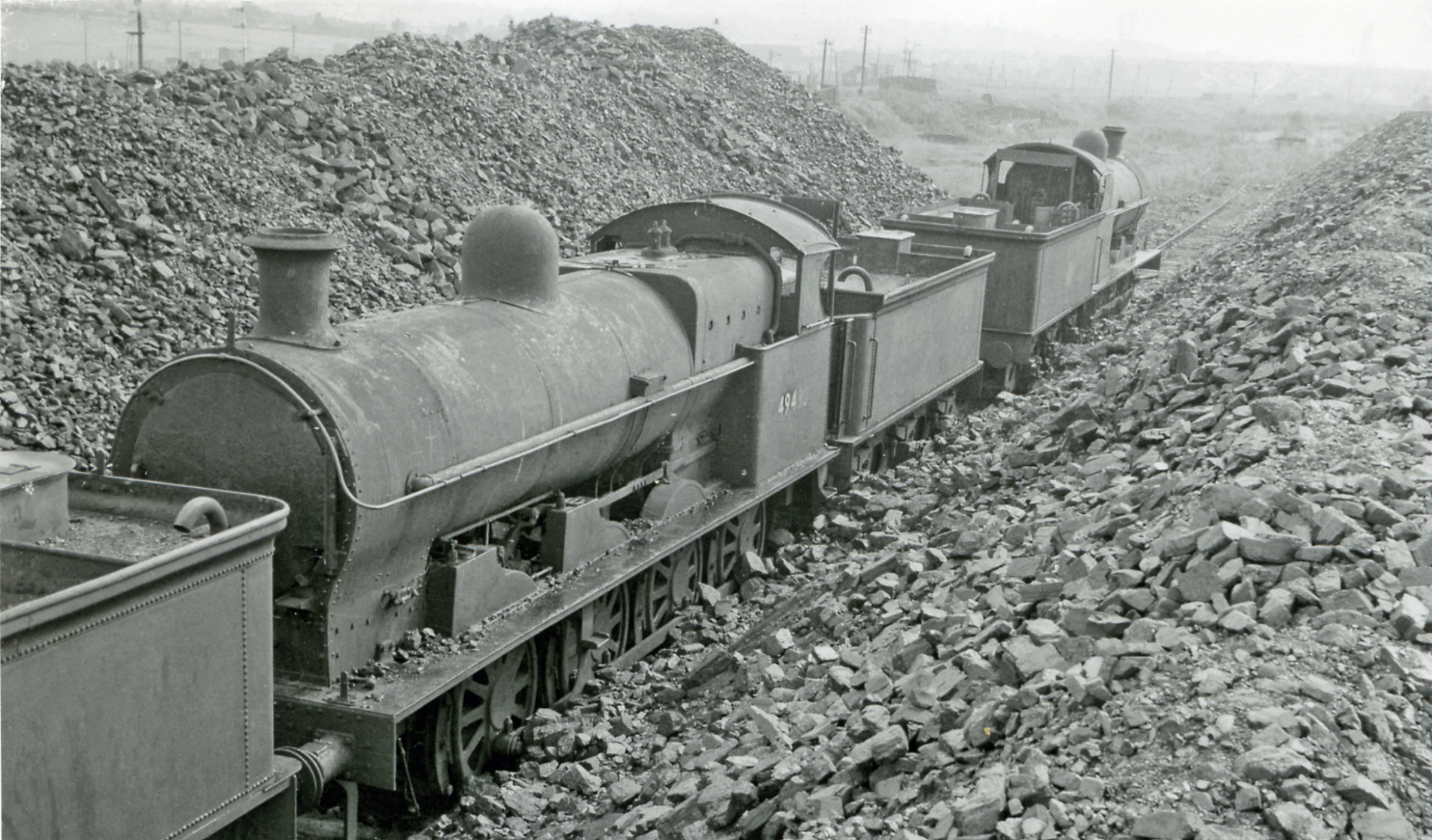
Deux 040 ex-LNWR parquées à Bescot en 1962 : au premier plan une G2 de 1921 couplée à une ex classe G construite en 1910.